# Medionidus
Medionidus é um género de bivalve da família Unionidae.
Este género contém as seguintes espécies:
- Medionidus acutissimus
- Medionidus conradicus
- Medionidus mcglameriae
- Medionidus parvulus
- Medionidus penicillatus
- Medionidus simpsonianus
- Medionidus walkeri